# GamesTM
《GamesTM》（称为《gamesTM》）是一个英国的电子游戏杂志，涵盖了電子遊戲機、掌上游戏、电脑游戏和街机游戏。第一期于2002年12月发行，该杂志每月以英文和德文出版。

## 评论
评估游戏的总分为10分。虽然有几款游戏获得了9/10分，但该杂志历史上仅有的16款游戏获得了满分10的分数：
- 《银河战士Prime》
- 《Burnout 3（英语：Burnout 3）》
- 《Gears of War（英语：Gears of War）》
- 《戰神II》
- 《生化奇兵 (游戏)》
- 《俠盜獵車手IV》
- 《辐射3》
- 《惡魔靈魂》
- 《质量效应2》
- 《超级马里奥银河2》
- 《小小大星球2》
- 《死亡空间2》
- 《生化奇兵 无限》
- 《俠盜獵車手V》
- 《潛龍諜影V 幻痛》
- 《超级马里奥 奥德赛》

另外、《最後一戰3》、《小小大星球系列》、《魔物獵人3》、《Project Gotham Racing 2》和《最後一戰：瑞曲之戰》的在线模式都获得了10分，尽管他们的单人模式只获得了8或9分。
该杂志也开始评审游戏硬件以及Xbox Live的各个方面。这些通常包括可在Xbox Games商店上购买的游戏和具有Live功能的各种零售游戏。